# الناقل (فلم)
الناقل (بالإنجليزية: The Transporter) هو فيلم أكشن فرنسي أمريكي، من إخراج كوري يون ولويس ليترير سنة 2002، وكتابة لوك بيسون.
الفيلم من بطولة جيسون ستاثام في دور فرانك مارتن، سائق مأجور - «ناقل» مرتزق يقدم أي شيء، في أي مكان، بدون طرح أسئلة، بالسعر المناسب. ومشاركة شو كي.
الفيلم هو الجزء الأول من سلسلة الناقل، أعقبه ثلاث أجزاء أخرى، هي: الناقل 2، والناقل 3، والناقل بالوقود، (ريبوت)، ومسلسل تلفزيوني.

## القصة
فرانك مارتن (جيسون ستاثام) ضابط بالقوات الخاصة سابقاً، يُقدم خدماته للنقل والقيادة لمن يدفع له. وله قواعد شخصية شديدة الصرامة؛ حيث لا مجال لديه في الانخراط في الحياة الشخصية لمن يعمل لهم. له عدة قواعد وهي:
1. القاعدة الأولي: لا يحدث تعديل أبداً بالعقد المُتفق عليه.
2. القاعدة الثانية: لا أسماء.
3. القاعدة الثالثة: لا يفتح أبداً الطرد الذي ينقله.
4. القاعدة الرابعة: لا يكسر القواعد تحت أي ظرف من الظروف.

يعيش في منطقة الريفييرا الفرنسية مع مهنته المُربحة. ينقل أي شيء، بدون أي أسئلة، من النقطة أ إلى النقطة ب.
أول عملية قام بها في الفيلم كانت: نقل ثلاث رجال وزنهم 254 كيلوغرام من أمام بنك، كانوا الرجال قد سطوا علي البنك ودخل السيارة أربعة رجال؛ رفض فرانك الرابع فهم لم يتفق علي الوزن الزائد، ورفض التحرك حتي تخلص من واحد منهم. نقل الرجال إلي وجهتهم المُتفق عليها ولم يُكسر قاعدته.
يأتي المُحقق تاركوني ويسأل فرانسوا إذا ما كان غادر البلدة.
ثان عملية نقل: يتفق مع وول ستريت علي نقل طرد لمكان مُعين، وفي الطريق يستبدل فرانك إطارات السيارة ويكسر قاعدته الثالثة الخاصة بفتح الطرد؛ حيث وجد الطرد يتحرك بشدة وسمع صوت صراخ مكتوم بداخله. بعد فتح الطرد يجد فتاة أمامه فيُغلق الطرد.
بعد توصيل الطرد يسلمه وول طرداً أخر ليوصله بإتفاق جديد، وكان الطرد عبارة عن قنبلة ليتخلص من فرانك لأنه كسر قواعده وفتح الطرد.
يعود فرانك للانتقام من وول ويسرق منه سيارة (مرسيدس بنز الفئة إس) بدلاً من التي فُجرت، وتختبأ في السيارة الفتاة التي سلمها في الطرد الأول لمات. ويكتشف وجود الفتاة معه في السيارة فيأخذها إلي منزله لتبيت عنده، ويأتي تاركوني في الصباح لاستجواب فرانك عن سيارته التي فُجرت فيقول له انها سُرقت منه ولا يعلم مكانها.
يعود مات للانتقام من فرانك مرة أخرى بأن يذهب إلي بيت فرانك ويقوم بتفجيره بواسطة قذيفة موجهة. لكن فرانك قد استطاع الهرب هو والفتاة، وذهبا إلي قسم الشرطة للإبلاغ عن تفجير المنزل.
أخبرت الفتاة فرانك عن مات شولز انه يُتاجر بالبشر بالصينيين ويُدخلهم البلاد في مستوعب كبير ويبيعهم، وأن والدها وأخواتها بداخل ذلك المستوعب؛ ويكتشف فرانك فيما بعد أن الفتاة ابنة رجل أعمال الذي يعمل لديه مات شولز.
وبعد تسلسل أحداث الفيلم يتأكد فرانك من وجود مستوعب ملئ بالصينيين في المرفأ ويقوم بإنقاذهم.

## بيانات الفيلم
- العنوان:  الناقل.
- المخرج:  لويس ليترير، كوري يوان.
- الكاتب:  لوك بيسون، روبرت مارك كارمين.
- التصوير:  بيير موريل.
- الديكور:  هوجوس تيساندييه.
- الموسيقي:  ستانلي كلارك.
- الإنتاج:  لوك بيسون، ستيف شاسمان، ديفيد لاي.
- الميزانية: 20.900.000 $
- النوع: أكشن.
- البلد:  فرنسا،  الولايات المتحدة.
- المدة:92 دقيقة.
- تاريخ الصدور:  الولايات المتحدة 11 أكتوبر 2002 /  فرنسا 23 أكتوبر 2002.

## فريق العمل
- جيسون ستاثام: فرانك مارتن، الناقل.
- مات شولز: وول ستريت.
- فرانسو بيرليند: المحقق تاركوني.
- شو كي: لاي كواي، الفتاة المُختطفة.
- أريك يونغ: السيد كواي.
- ديدييه سانت ميلين: الرئيس
- أدريان ديرنيل: مذيع الأخبار

## الإصدار
عُرض الفيلم لأول مرة في 2573 قاعة سينما. مع ميزانية إنتاج قدرها 20.5 مليون دولار،
 بلغ إجماليها 25,296,447 دولارًا في الولايات المتحدة، وما مجموعه 43,928,932 دولارًا في جميع أنحاء العالم.
حصل الفيلم على تصنيف PG-13 في الولايات المتحدة، وتم إصدار هذا النسخة أيضًا في المملكة المتحدة وعدة دول أخرى. تم قطع لقطات معينة من العنف أو تخفيفها من أجل تصنيف PG-13. وهي:
- القتال في الحافلة، والذي شمل فرانك باستخدام السكين.
- المعركة النهائية على الطريق السريع، حيث يقاتل فرانك وول ستريت في الشاحنة. في النسخة الفرنسية الأصلية، سُحق وول ستريت تحت عجلات الشاحنة بعد أن رماه فرانك منها. في النسخة الأمريكية (PG-13)، تم إلقائه ببساطة من الشاحنة إلى الطريق السريع.

### وسائط منزلية
تم إصدار نُسخة دي في دي في 23 أكتوبر 2003. وتضمّنت خمسة عشر دقيقة من لقطات مشهد القتال الممتدة، مع تعليق طويل. في 23 أغسطس 2005، تم إصدار الفيلم مرة أخرى في «إصدار التسليم الخاص». تضمّن هذا الإصدار جميع ميزات الإصدار الأصلي بالإضافة إلى فيلم وثائقي جديد من وراء الكواليس. تم إصدار الفيلم أيضًا كجزء من "The Transporter Collection"، والتي تضمّنت أول فيلمين في السلسلة. تم إصدار تنسيق بلو راي في 14 نوفمبر 2006.

## الاستقبال النقدي
مراجعة موقع التجميع على روتن توميتوز يمنح الفيلم 54٪ بناءً على مراجعات من 127 ناقدا، ومتوسط تقييم 5.6 من 10. في ميتاكريتيك، الذي يمنح متوسط موزون من 100 للمراجعات من النقاد الرئيسيين، حصل الفيلم على متوسط درجة 51 بناءً على 27 مراجعة، مما يشير إلى «مراجعات مختلطة أو متوسطة».
أثنى مانوهلا دارجيس، من صحيفة لوس أنجلوس تايمز، على الفليم، قائلاً، «يبدو أن [ستاثام] بالتأكيد مهيأ للتطور إلى بديل متوسط الوزن لفين ديزل. وهذا صحيح بشكل خاص إذا استمر في العمل مع المخرج كوري يون».
كتب روجر إيبرت: «هناك الكثير من الإثارة التي تؤدي بالفيلم إلى طريق مسدود».

## روابط خارجية
- مقالات تستعمل روابط فنية بلا صلة مع ويكي بيانات